# Cyrestis abisa
Cyrestis abisa är en fjärilsart som beskrevs av Hans Fruhstorfer 1904. Cyrestis abisa ingår i släktet Cyrestis och familjen praktfjärilar. Inga underarter finns listade i Catalogue of Life.